# Mesostruma eccentrica
Mesostruma eccentrica är en myrart som beskrevs av Taylor 1973. Mesostruma eccentrica ingår i släktet Mesostruma och familjen myror. Inga underarter finns listade i Catalogue of Life.

## Bildgalleri

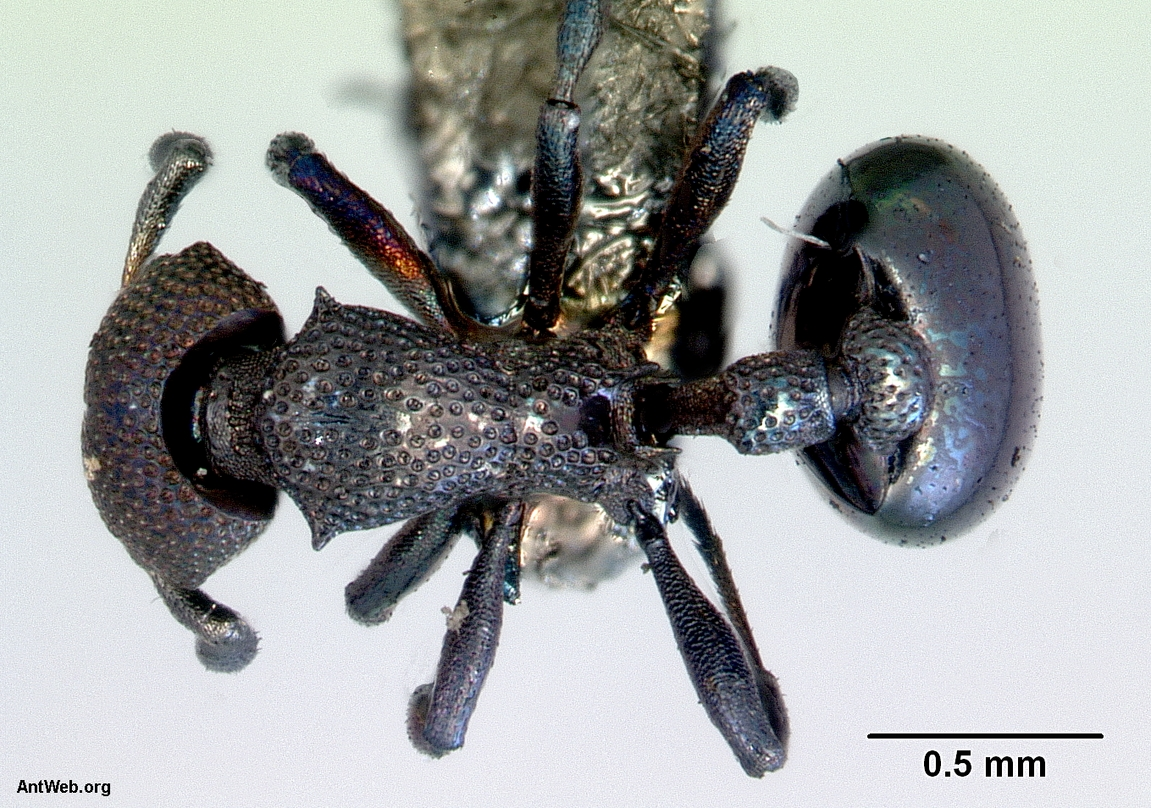
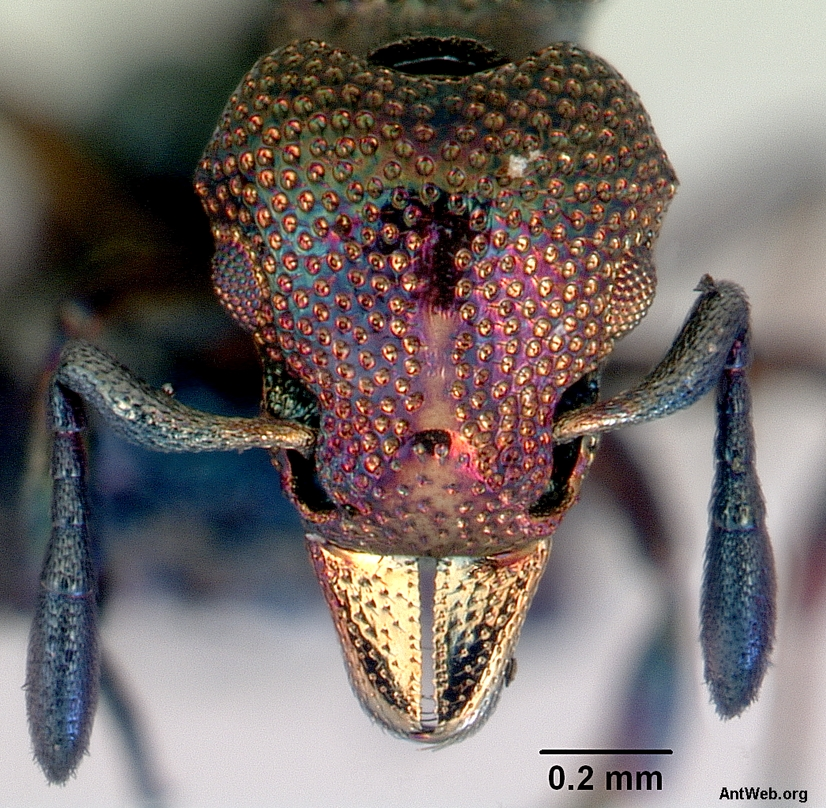
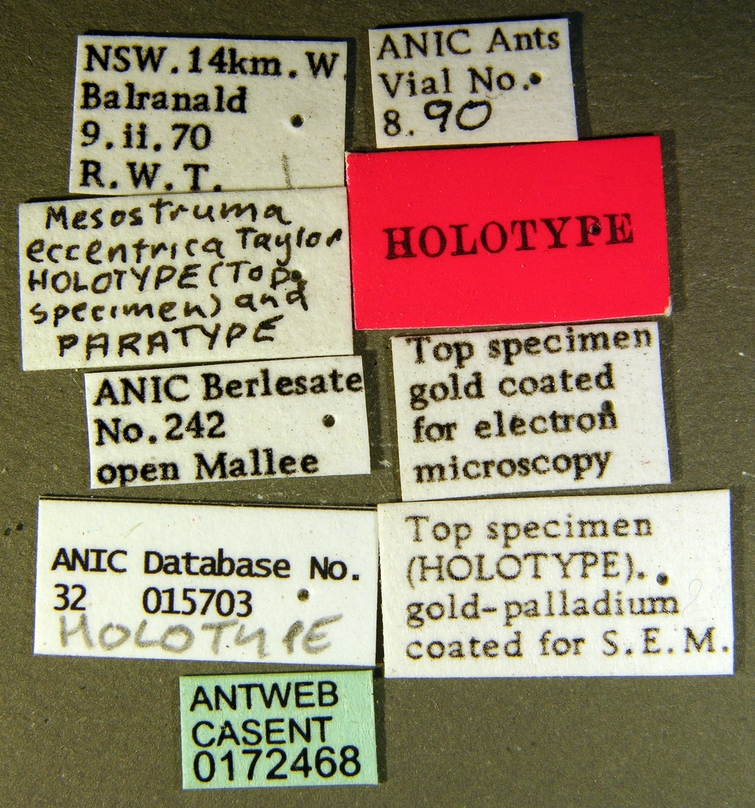
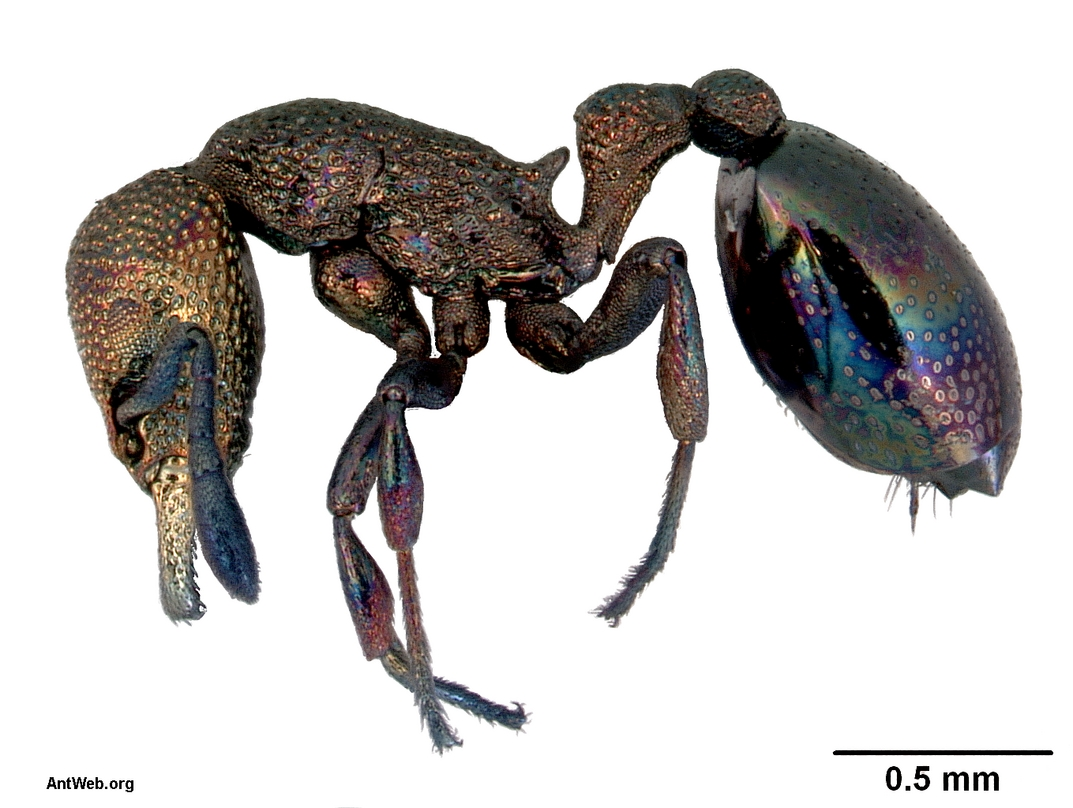
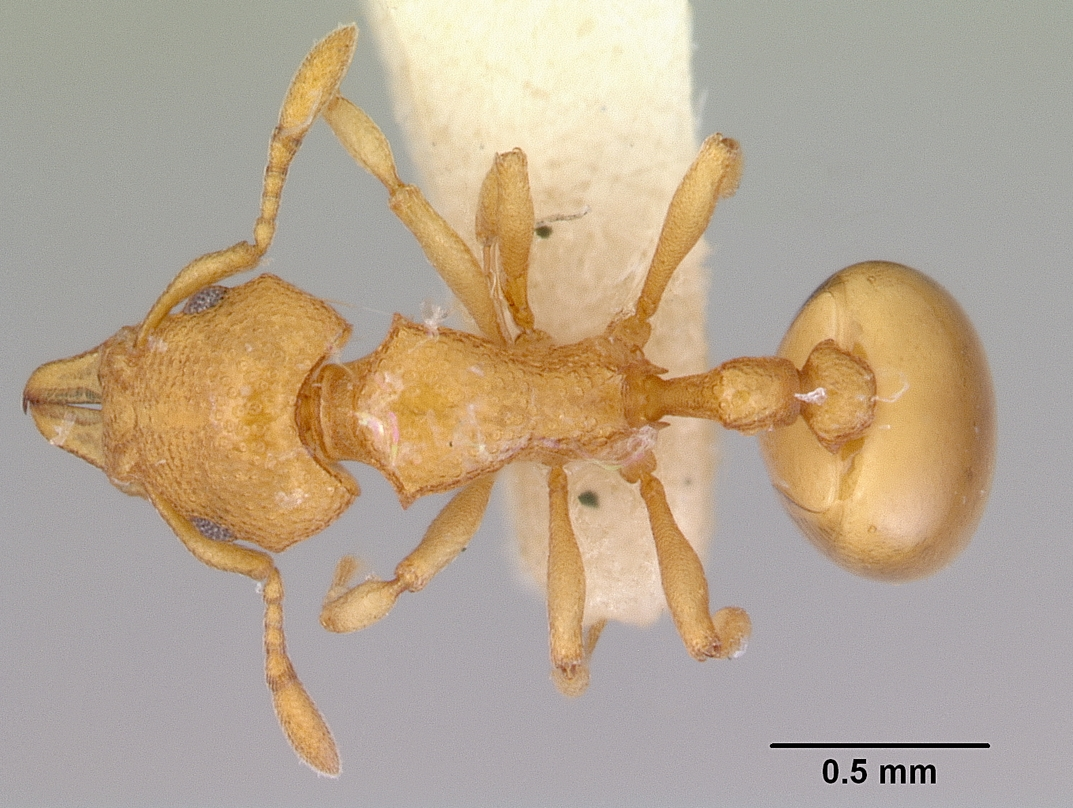
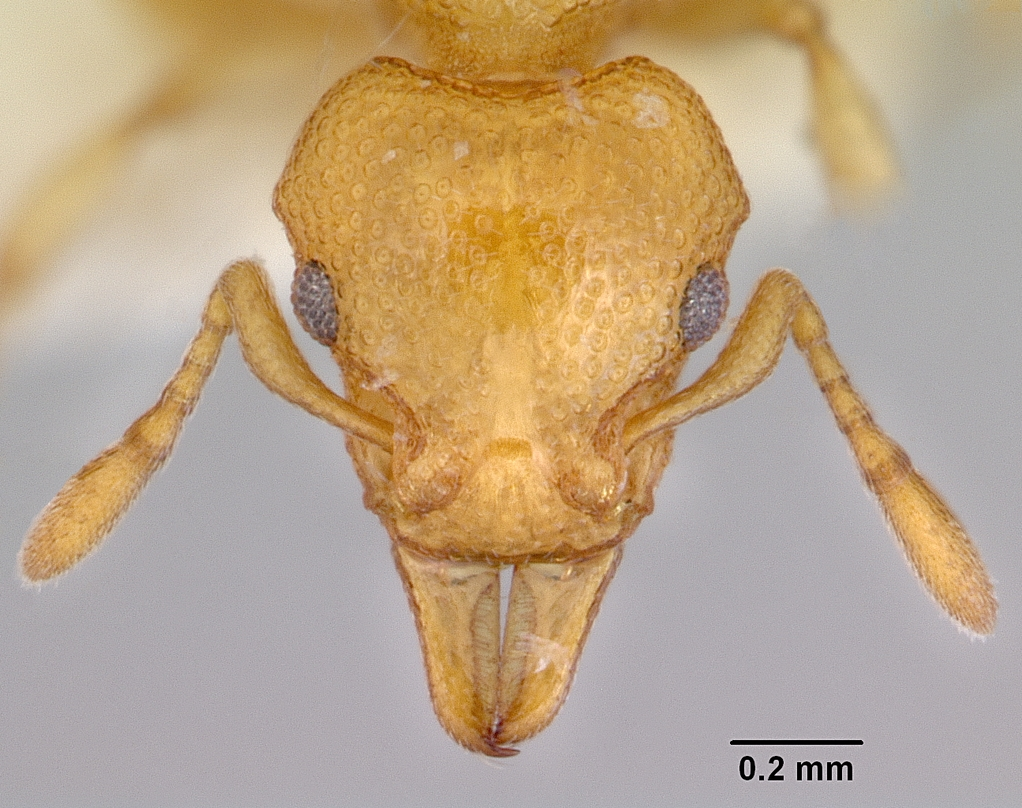